# Aum
Aum (Om, ૐ, ॐ eller också Udgitha, även pranava mantra), är ett heligt ljud och en helig symbol inom indisk religion, främst inom hinduism, buddhism, jainism och sikhism. Inom hinduismen ses Aum som den heligaste av alla stavelser. Aum symboliserar både den universella själen, atman, och världssjälen, brahman, och därmed hela universum. Enligt en uppfattning uppkom hela kosmos av den resonans som följde på att "Aum" uttalades.
- A står för skapande
- U står för bevarande
- M står för destruering eller upplösning

Symbolen representerar även det gudomliga.
Detta sägs representera triaden av gud i hindu dharma (Brahma, Vishnu och Shiva).